# Микаил
Микаи́л (араб. ميكائيل‎ или Михаиль ميخائيل‎, Микал ميكال‎) — один из четырёх ангелов высшей категории (мукаррабун) в исламе. Он упоминается как ангел, который раздаёт творениям Аллаха пропитание. Также известен как ангел милосердия. Кроме пророческих миссий, которые он выполняет как мукаррабун, управляет ветрами и облаками. Отождествляется с библейским Архангелом Михаилом.
Ангел Микаил упоминается в Коране один раз:

Если кто враждует с Аллахом и Его ангелами, посланниками, Джибрилом (Гавриилом) и Микаилом (Михаилом), то ведь Аллах является врагом неверующих.—  2:98 (Кулиев)
Согласно преданию, он вместе с ангелом Джибрилем одним из первых поклонился Адаму. Когда пророк Мухаммад был маленьким, Микаил и Джибриль вскрыли его грудь и очистили сердце. Во время битвы при Бадре, состоявшейся в 624 году, Микаил вместе с другими ангелами пришёл на помощь мусульманам против мекканцев.